# Campeonato Cearense 2025
El Campeonato Cearense 2025 fue la 111.ª edición de dicho torneo, organizado por la Federación Cearense de Fútbol. El torneo comenzó el 18 de enero de 2025 y finalizó el 22 de marzo del mismo año.

## Sistema de competición
En una fórmula similar a años anteriores, el Campeonato se jugó en cuatro fases: Primera Fase, Cuartos de Final, Semifinales y Final, además de una Disputa por el tercer Lugar , además de una fase Cuadrangular del descenso.
En la Primera Fase, todos los clubes participantes se dividieron en 2 grupos de 5 equipos cada uno. Cada equipo enfrentaron a los demás del otro grupo, a una sola vuelta, totalizando 5 fechas. Los 5 equipos mejores posicionados en el Ranking de la Federación Cearense de Fútbol tuvieron derecho a jugar 3 partidos como local, mientras que los demás tuvieron derecho a jugar 2 partidos como local.
El primer puesto de cada grupo clasificó directamente a la semifinal, mientras que el segundo y tercer puesto de cada grupo clasificaron a los cuartos de final, y los dos últimos de cada grupo jugaron el Cuadrangular del descenso.
En el Cuadrangular del descenso, los 4 equipos jugaron todos contra todos en apenas una vuelta, totalizando 3 fechas. Los dos últimos clasificados descendieron a la Serie B 2026.
En los cuartos de final, los 4 equipos clasificados se dividieron en dos llaves, cada una compuesta por dos equipos que en la Primera Fase estaban en el mismo grupo. Los ganadores de cada llave avanzaron a las semifinales.
En las semifinales los dos equipos clasificados de los cuartos de final se unieron a los dos clasificados directamente de la Primera Fase, y se dividieron en dos llaves. El ganador de cada llave se clasificó para la Final.
Los cuartos de final, semifinales y final se disputaron en partidos de ida y vuelta.
El club ganador de la Final recibió el título de Campeón Cearense de 2025. El equipo mejor colocado en la Clasificación General, entre los que no tienen sede en Fortaleza, recibió el título de Campeón Cearense del Interior, recibiendo la Taça Padre Cícero 2025. Se distribuyeron los cupos en las competencias nacionales y regionales de acuerdo con los siguientes criterios:
- Copa de Brasil 2026 (2 cupos): Campeón y subcampeón estatal.
- Serie D 2026 (3 cupos): Equipos mejores clasificados en la Clasificación General, excluyendo Ceará, Floresta y Fortaleza.

## Equipos participantes

### Ascensos y descensos
| Pos. | Descendidos en la temporada 2024 |
| ---- | -------------------------------- |
| 9.º  | Atlético Cearense                |
| 10.º | Caucaia                          |

| Pos. | Ascendidos de la Serie B 2024 |
| ---- | ----------------------------- |
| 1.º  | Tirol                         |
| 2.º  | Cariri                        |

| Equipos participantes | Equipos participantes | Equipos participantes | Equipos participantes | Equipos participantes |
| --------------------- | --------------------- | --------------------- | --------------------- | --------------------- |
| Tirol                 | Barbalha              | Maracanã              | Floresta              | Cariri                |
| Ferroviário           | Fortaleza             | Iguatu                | Horizonte             | Ceará                 |

## Primera fase

### Grupo A
| Pos. | Equipo    | Pts. | PJ | G | E | P | GF | GC | Dif. | Clasificación 2025                 |
| ---- | --------- | ---- | -- | - | - | - | -- | -- | ---- | ---------------------------------- |
| 1    | Ceará     | 15   | 5  | 5 | 0 | 0 | 12 | 3  | +9   | Clasificado a las semifinales      |
| 2    | Maracanã  | 7    | 5  | 2 | 1 | 2 | 6  | 4  | +2   | Clasificado a los cuartos de final |
| 3    | Horizonte | 6    | 5  | 1 | 3 | 1 | 5  | 6  | −1   | Clasificado a los cuartos de final |
| 4    | Floresta  | 5    | 5  | 1 | 2 | 2 | 7  | 8  | −1   | Cuadrangular del descenso          |
| 5    | Cariri    | 0    | 5  | 0 | 0 | 5 | 2  | 21 | −19  | Cuadrangular del descenso          |

Actualizado a los partidos jugados el 8 de febrero de 2025.
 Fuente: FCF

### Grupo B
| Pos. | Equipo      | Pts. | PJ | G | E | P | GF | GC | Dif. | Clasificación 2025                 |
| ---- | ----------- | ---- | -- | - | - | - | -- | -- | ---- | ---------------------------------- |
| 1    | Fortaleza   | 12   | 5  | 4 | 0 | 1 | 13 | 3  | +10  | Clasificado a las semifinales      |
| 2    | Tirol       | 8    | 5  | 2 | 2 | 1 | 8  | 3  | +5   | Clasificado a los cuartos de final |
| 3    | Ferroviário | 7    | 5  | 2 | 1 | 2 | 8  | 7  | +1   | Clasificado a los cuartos de final |
| 4    | Iguatu      | 5    | 5  | 1 | 2 | 2 | 7  | 5  | +2   | Cuadrangular del descenso          |
| 5    | Barbalha    | 4    | 5  | 1 | 1 | 3 | 6  | 14 | −8   | Cuadrangular del descenso          |

Actualizado a los partidos jugados el 8 de febrero de 2025.
 Fuente: FCF

### Fixture
- La hora de cada encuentro corresponde al huso horario correspondiente al Estado de Ceará (UTC-3).

| Ceará       | 2 - 1 | Tirol     | PV       | 18 de enero | 16:30 |
| Iguatu      | 0 - 1 | Maracanã  | Morenão  | 18 de enero | 17:00 |
| Floresta    | 3 - 1 | Barbalha  | Domingão | 19 de enero | 16:00 |
| Ferroviário | 1 - 2 | Horizonte | PV       | 19 de enero | 18:30 |
| Fortaleza   | 7 - 0 | Cariri    | PV       | 27 de enero | 20:00 |

| Barbalha    | 3 - 1 | Cariri    | Inaldão     | 23 de enero | 20:00 |
| Iguatu      | 1 - 1 | Floresta  | Morenão     | 25 de enero | 16:00 |
| Horizonte   | 1 - 3 | Fortaleza | Domingão    | 25 de enero | 16:30 |
| Maracanã    | 1 - 1 | Tirol     | Almir Dutra | 26 de enero | 16:00 |
| Ferroviário | 1 - 2 | Ceará     | PV          | 26 de enero | 17:00 |

| Barbalha  | 1 - 1 | Horizonte   | Inaldão  | 28 de enero | 19:00 |
| Floresta  | 3 - 3 | Ferroviário | Domingão | 29 de enero | 19:00 |
| Ceará     | 1 - 0 | Iguatu      | PV       | 29 de enero | 20:30 |
| Tirol     | 4 - 0 | Cariri      | Domingão | 30 de enero | 19:00 |
| Fortaleza | 1 - 0 | Maracanã    | PV       | 30 de enero | 20:30 |

| Floresta    | 0 - 1 | Fortaleza | PV             | 1 de febrero | 16:30 |
| Ferroviário | 1 - 0 | Maracanã  | Domingão       | 2 de febrero | 16:00 |
| Ceará       | 5 - 0 | Barbalha  | PV             | 2 de febrero | 17:00 |
| Cariri      | 1 - 5 | Iguatu    | Arena Romeirão | 3 de febrero | 20:00 |
| Horizonte   | 0 - 0 | Tirol     | Domingão       | 4 de febrero | 19:00 |

| Cariri    | 0 - 2 | Ferroviário | Arena Romeirão | 8 de febrero | 16:30 |
| Maracanã  | 4 - 1 | Barbalha    | Almir Dutra    | 8 de febrero | 16:30 |
| Fortaleza | 1 - 2 | Ceará       | Arena Castelão | 8 de febrero | 16:30 |
| Tirol     | 2 - 0 | Floresta    | PV             | 8 de febrero | 16:30 |
| Iguatu    | 1 - 1 | Horizonte   | Morenão        | 8 de febrero | 16:30 |

## Fase final

### Cuartos de final
| Ferroviário | 2 - 1 | Tirol    | PV       | 15 de febrero | 16:30 |
| Horizonte   | 2 - 3 | Maracanã | Domingão | 16 de febrero | 16:30 |

| Tirol    | 0 - 3 | Ferroviário | PV          | 22 de febrero | 16:30 |
| Maracanã | 1 - 0 | Horizonte   | Almir Dutra | 23 de febrero | 16:00 |

### Semifinales
| Ferroviário | 0 - 0 | Fortaleza | PV             | 1 de marzo | 16:30 |
| Maracanã    | 0 - 3 | Ceará     | Arena Castelão | 2 de marzo | 17:00 |

| Fortaleza | 1 - 0 | Ferroviário | PV | 8 de marzo | 16:30 |
| Ceará     | 4 - 0 | Maracanã    | PV | 9 de marzo | 17:00 |

### Tercer lugar
| Maracanã | 2 - 1 | Ferroviário | Almir Dutra | 15 de marzo | 19:00 |

### Final
| Fortaleza | 0 - 1 | Ceará | Arena Castelão | 15 de marzo | 16:30 |

| Ceará | 1 - 1 | Fortaleza | Arena Castelão | 22 de marzo | 16:30 |

## Campeón

### Campeón cearense
|                    |
| Campeón            |
| Ceará 47.to título |

### Campeón Taça Padre Cícero
|                      |
| Campeón              |
| Maracanã 2.do título |

## Cuandrangular del descenso

### Clasificación
| Pos. | Equipo   | Pts. | PJ | G | E | P | GF | GC | Dif. | Clasificación 2025             |
| ---- | -------- | ---- | -- | - | - | - | -- | -- | ---- | ------------------------------ |
| 1    | Floresta | 7    | 3  | 2 | 1 | 0 | 4  | 2  | +2   |                                |
| 2    | Iguatu   | 4    | 3  | 1 | 1 | 1 | 6  | 4  | +2   |                                |
| 3    | Barbalha | 3    | 3  | 0 | 3 | 0 | 5  | 5  | 0    | Descendidos a la Serie B 2025. |
| 4    | Cariri   | 1    | 3  | 0 | 1 | 2 | 2  | 6  | −4   | Descendidos a la Serie B 2025. |

Actualizado a los partidos jugados el 27 de febrero de 2025.
 Fuente: FCF

### Fixture
| Barbalha | 1 - 1 | Floresta | Inaldão | 15 de febrero | 16:00 |
| Iguatu   | 3 - 0 | Cariri   | Morenão | 15 de febrero | 16:00 |

| Floresta | 1 - 0 | Iguatu   | Domingão       | 21 de febrero | 19:00 |
| Cariri   | 1 - 1 | Barbalha | Arena Romeirão | 22 de febrero | 16:00 |

| Floresta | 2 - 1 | Cariri   | Domingão | 27 de febrero | 19:00 |
| Iguatu   | 3 - 3 | Barbalha | Morenão  | 27 de febrero | 19:00 |

## Goleadores
Actualizado el 22 de marzo de 2025.
| Pos. | Jugador        | Equipo      | Goles |
| ---- | -------------- | ----------- | ----- |
| 1    | Allanzinho     | Ferroviário | 4     |
|      | Lucero         | Fortaleza   | 4     |
| 3    | Jeffão         | Ferroviário | 3     |
|      | Pedro Henrique | Ceará       | 3     |
|      | Fernandinho    | Ceará       | 3     |
|      | Pedro Raul     | Ceará       | 3     |
|      | Ruan           | Floresta    | 3     |
|      | Mateus Ludke   | Floresta    | 3     |
|      | Tico Baiano    | Horizonte   | 3     |
|      | Erikin         | Barbalha    | 3     |
|      | Léo Pimenta    | Barbalha    | 3     |

## Clasificación general
- La clasificación general da prioridad al equipo que avanzó más fases, y al campeón, aunque tenga el puntaje más bajo. Según el art. 19 del Reglamento, se descontarán de la Clasificación General los partidos de la Primera Fase, en relación con los equipos que compitan en el Cuadrangular del Descenso, mientras que se descontarán los partidos de Cuartos de Final, en relación con los equipos que avancen a las Semifinales.

### Campeonato Cearense
| Pos. | Equipo      | Pts. | PJ | G | E | P | GF | GC | Dif. | Clasificación 2025                                                 |
| ---- | ----------- | ---- | -- | - | - | - | -- | -- | ---- | ------------------------------------------------------------------ |
| 1    | Ceará       | 25   | 9  | 8 | 1 | 0 | 21 | 4  | +17  | Campeón, clasificado a la Copa de Brasil 2026.                     |
| 2    | Fortaleza   | 17   | 9  | 5 | 2 | 2 | 15 | 5  | +10  | Subcampeón, clasificado a la Copa de Brasil 2026.                  |
| 3    | Maracanã    | 10   | 8  | 3 | 1 | 4 | 8  | 12 | −4   | Tercer lugar y clasificado a la Serie D 2026.                      |
| 4    | Ferroviário | 8    | 8  | 2 | 2 | 4 | 10 | 10 | 0    | Cuarto lugar y clasificado a la Serie D 2026.                      |
| 5    | Tirol       | 8    | 7  | 2 | 2 | 3 | 9  | 8  | +1   | Eliminado en los cuartos de final y clasificado a la Serie D 2026. |
| 6    | Horizonte   | 6    | 7  | 1 | 3 | 3 | 7  | 10 | −3   | Eliminado en los cuartos de final.                                 |
| 7    | Floresta    | 7    | 3  | 2 | 1 | 0 | 4  | 2  | +2   | Cuadrangular del descenso.                                         |
| 8    | Iguatu      | 4    | 3  | 1 | 1 | 1 | 6  | 4  | +2   | Cuadrangular del descenso.                                         |
| 9    | Barbalha    | 3    | 3  | 0 | 3 | 0 | 5  | 5  | 0    | Cuadrangular del descenso y descendidos a la Serie B 2026.         |
| 10   | Cariri      | 1    | 3  | 0 | 1 | 2 | 2  | 6  | −4   | Cuadrangular del descenso y descendidos a la Serie B 2026.         |

Actualizado a los partidos jugados el 22 de marzo de 2025.
 Fuente: [ FCF]

### Taça Padre Cícero
| Pos. | Equipo    | Pts. | PJ | G | E | P | GF | GC | Dif. | Clasificación 2024 |
| ---- | --------- | ---- | -- | - | - | - | -- | -- | ---- | ------------------ |
| 1    | Maracanã  | 7    | 6  | 2 | 1 | 3 | 6  | 7  | −1   | Campeón.           |
| 2    | Horizonte | 6    | 7  | 1 | 3 | 3 | 7  | 10 | −3   |                    |
| 3    | Iguatu    | 4    | 3  | 1 | 1 | 1 | 6  | 4  | +2   |                    |
| 4    | Barbalha  | 3    | 3  | 0 | 3 | 0 | 5  | 5  | 0    |                    |
| 5    | Cariri    | 1    | 3  | 0 | 1 | 2 | 2  | 6  | −4   |                    |

Actualizado a los partidos jugados el 2 de marzo de 2025.
 Fuente: [ FCF]